# ديفيد هاول (ضابط في الجيش البريطاني)
اللواء دافيد مالكولم هاول (بالإنجليزية: David Malcolm Howell)‏ محامي وضابط متقاعد من الجيش البريطاني حتى يناير 2011 حيث كان المدير العام للخدمات القانونية للجيش.

## المسيرة العسكرية
منح رتبة الإمبراطورية البريطانية في عام 1991 بعد أن خدم في أيرلندا الشمالية ورفيق آمر الطريق في عام 2006 ضمن تكريمات بمناسبة عيد ميلاد الملكة.
تم ترقيته إلى نقيب في 9 يونيو 1975 ونقل من الخدمة القصيرة إلى اللجنة العادية في 25 فبراير 1977 مع الاحتفاظ برتبة نقيب مع الأقدمية في 9 يونيو 1975. تم ترقيته إلى رائد في عام 1982 واستقال من عمله في وقت لاحق من نفس العام لكنه أعيد في 12 مارس 1984 مع الأقدمية من 22 سبتمبر 1983. تمت ترقيته إلى مقدم في عام 1988. خدم في العراق خلال حرب الخليج الثانية في عام 1991 ورقي إلى عقيد في 30 يونيو 1998 مع أقدمية من نفس التاريخ ثم إلى رتبة عميد في عام 2001.
عين مديرا عاما للخدمات القانونية للجيش في عام 2003 وهو منصب شغله حتى تقاعده في 28 يناير 2011.